# Voznessenivka
Voznessenivka (en ukrainien : Вознесенівка, en russe Voznessenovka, connue sous le nom de Tchervonopartizansk), est une ville minière de l'oblast de Lougansk, en Ukraine, qui l'administre par la république populaire de Lougansk. Sa population s'élevait à 15 659 habitants en 2013.

## Géographie
Voznessenivka est située dans le Donbass, en Ukraine, à 64 km au sud-est de Lougansk et à la frontière avec la Russie. Elle est limitée par la ville de Dovjansk (Sverdlovsk) à l'est et se trouve à 12 km à l'ouest de la ville russe de Goukovo. Elle est desservie par la gare de Krasna Mohyla.

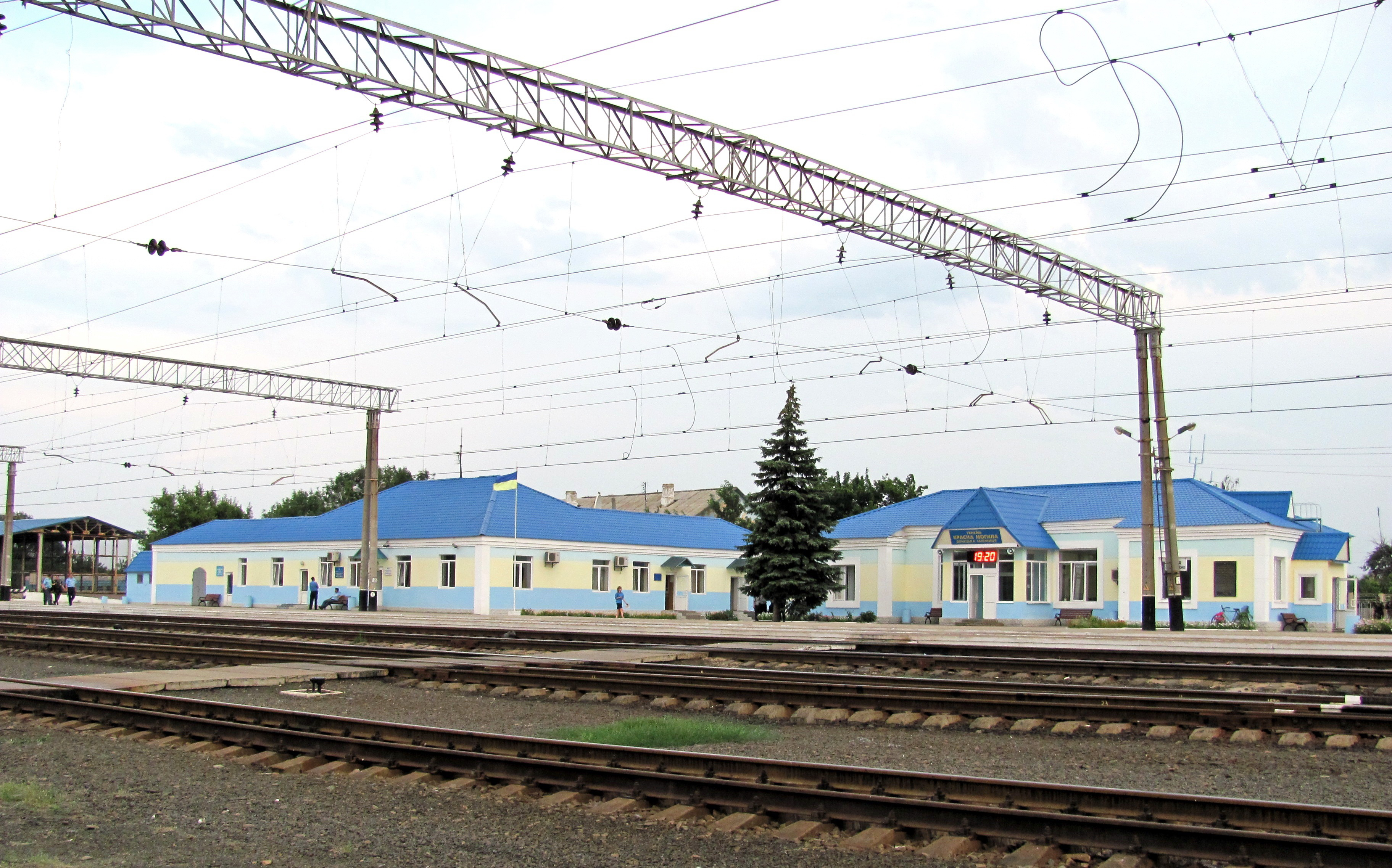
Sa gare ferroviaire.

## Administration
La ville de Voznessenivka fait partie de la municipalité de Dovjansk, qui comprend également la ville de Dovjansk (ou Sverdlovsk) ainsi que six communes urbaines et sept villages.

## Histoire
La ville est fondée en 1947 sous le nom de Tchernovopartizansk. Elle obtient le statut de commune urbaine en 1956 et celui de ville en 1960. Elle fait partie du raïon de Dovjansk (Sverdlovsk).
Depuis 2014, Tchernovopartizansk est administrée par la République populaire de Lougansk après de combats entre les séparatistes pro-russes contre des éléments de la 72e brigade mécanisée et la 51e brigade mécanisée de la Garde.
En mai 2016, le gouvernement central de Kiev décide - dans le cadre de la loi de décommunisation - de donner un nouveau nom à la ville, celui de Voznessenivka; ce changement de nom n'est pas reconnu par la RPL qui administre cette ville.

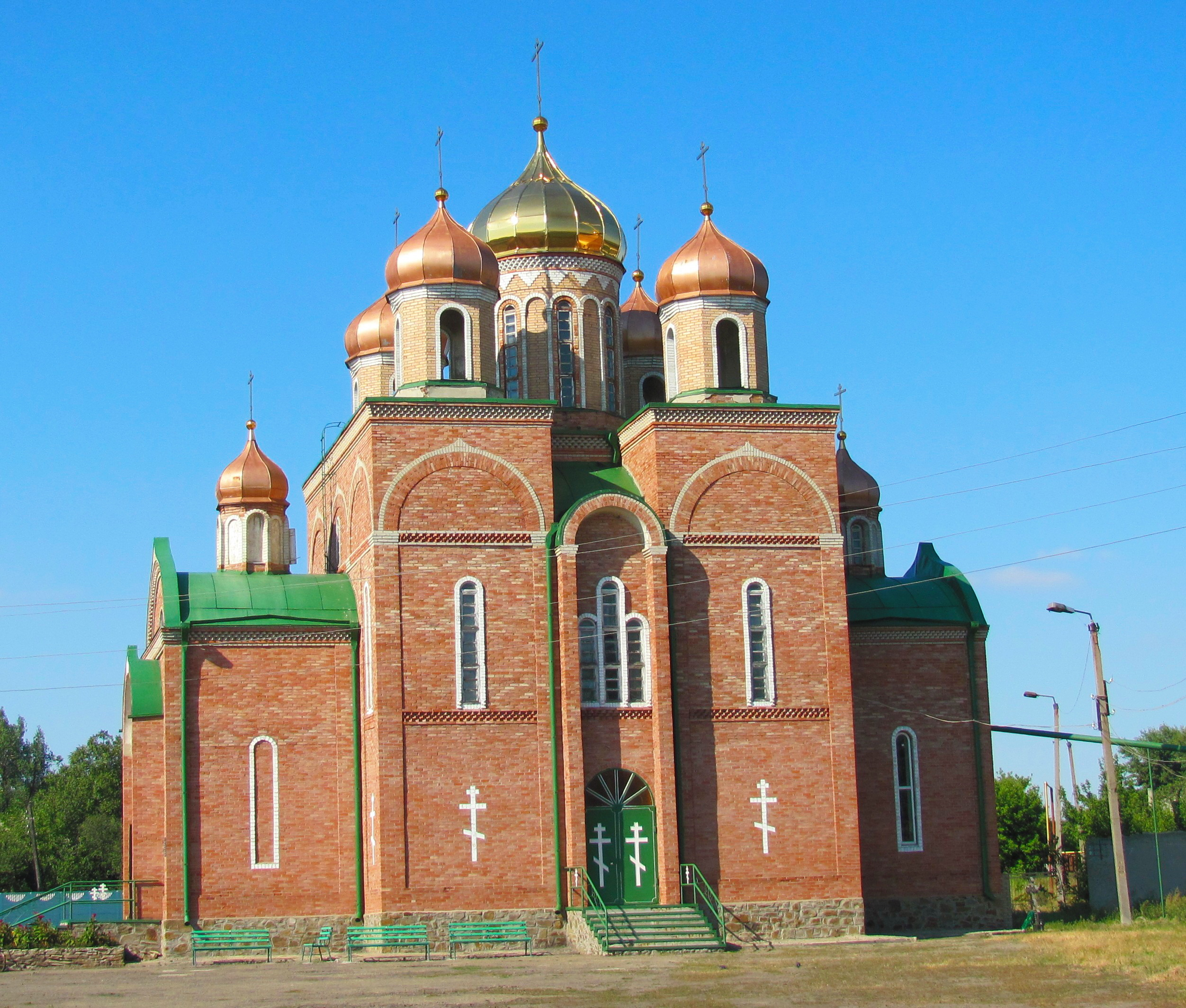
Vue de l'église orthodoxe Saint-Michel de la ville.

## Population
| 1959    | 1970    | 1979    | 1989    | 2001    |
| ------- | ------- | ------- | ------- | ------- |
| 20 673* | 23 669* | 22 094* | 20 050* | 17 680* |

| 2009   | 2010   | 2011   | 2012   | 2013   |
| ------ | ------ | ------ | ------ | ------ |
| 16 006 | 15 928 | 15 843 | 15 749 | 15 659 |

## Économie

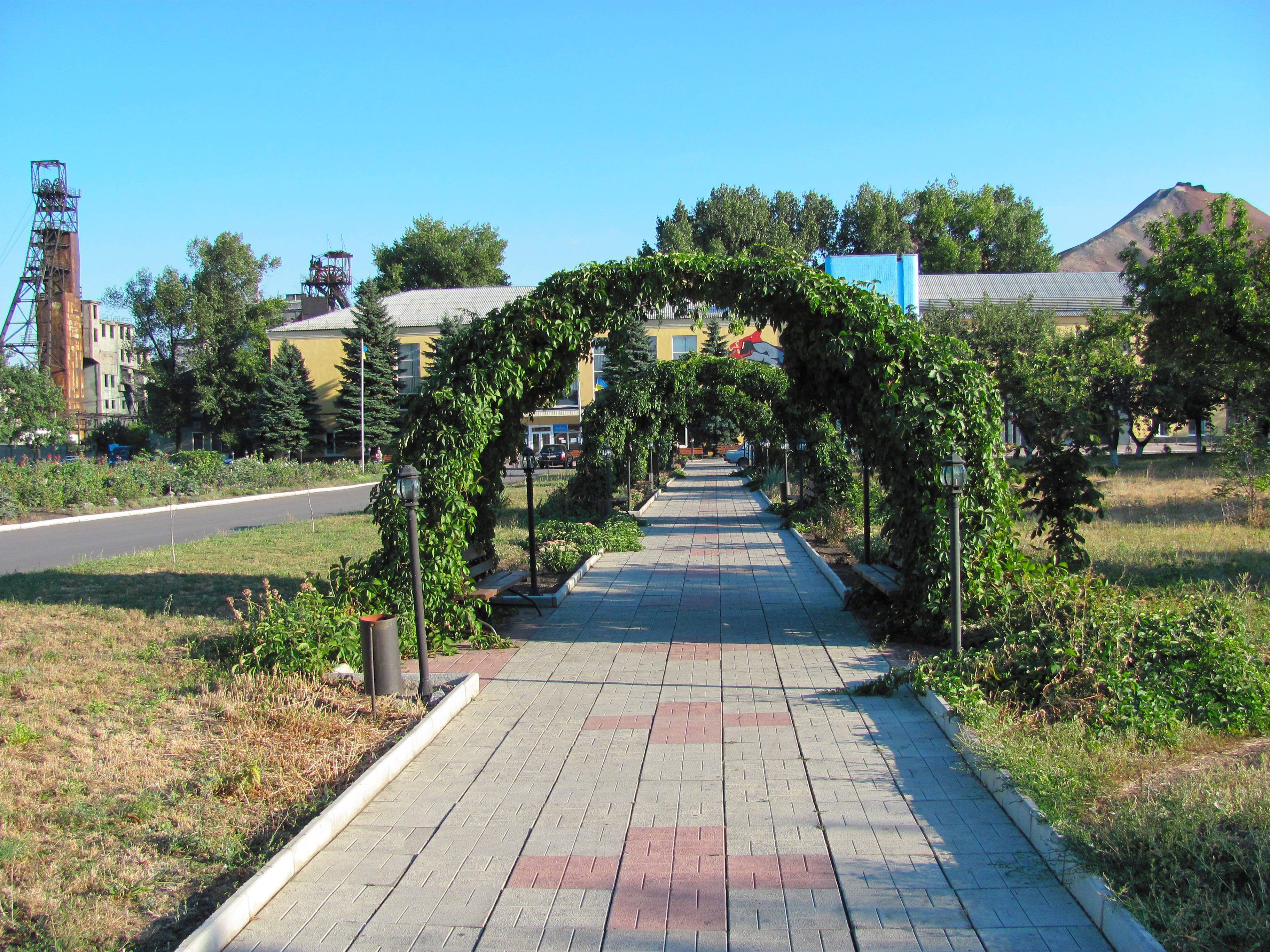
Mine Krasny Partizan.

La principale ressource économique de la ville est la mine de charbon « Krasny partizan » (en russe : Кра́сный партиза́н) qui est exploitée par la société GHK Sverdlovantratsit. Elle a extrait 1 764 000 t en 2003. La profondeur maximum de la mine atteint 1 200 m et la longueur des galeries souterraines est de 30 km en 1999. La mine « Krasny partizan » employait 2 881 salariés en 1999.

## Transports
Voznessenivka se trouve à 90 km de Lougansk par la route.